# Guainville
Guainville ist eine französische Gemeinde mit 684 Einwohnern (Stand: 1. Januar 2022) im Département Eure-et-Loir in der Région Centre-Val de Loire in Frankreich. Sie gehört zum Kanton Anet und zum Gemeindeverband Agglo du Pays de Dreux. Guainville liegt an der Grenze zu den Regionen Normandie und Île-de-France.

## Geografie
Guainville ist die nördlichste Gemeinde des Départements Eure-et-Loir. Sie liegt etwa 75 Kilometer westlich von Paris. Die Eure begrenzt die Gemeinde im Westen. Umgeben wird Guainville von den Nachbargemeinden Villiers-en-Désœuvre im Norden, Neauphlette im Osten und Nordosten, Gilles im Osten, La Chaussée-d’Ivry im Süden, Garennes-sur-Eure im Westen sowie Bueil im Nordwesten. 
Der Bahnhof von Guainville liegt an der Bahnstrecke Mantes-la-Jolie–Cherbourg. 

## Bevölkerungsentwicklung
| Jahr                       | 1962 | 1968 | 1975 | 1982 | 1990 | 1999 | 2006 | 2012 | 2018 |
| -------------------------- | ---- | ---- | ---- | ---- | ---- | ---- | ---- | ---- | ---- |
| Einwohner                  | 0254 | 0256 | 0321 | 0412 | 0555 | 0614 | 0654 | 0694 | 0664 |
| Quellen: Cassini und INSEE |      |      |      |      |      |      |      |      |      |

## Sehenswürdigkeiten
- Kirche Saint-Pierre
- Schloss Primard
- Schloss Guainville, Monument historique seit 2009/2012